# Pendleton Island (Virginia)
Pendleton  Island ist eine kleine Insel im Clinch River in Virginia. Sie befindet sich am oberen Flusslauf im Scott County und ist unbewohnt. 
1983 erwarb die Naturschutzorganisation The Nature Conservancy Pendleton Island zusammen mit zwei benachbarten, namenlosen Inselchen. Insgesamt hat das Schutzgebiet eine Fläche von 35 Acres (14,2 Hektar), wovon der Hauptteil auf Pendleton Island entfällt. Die Flussarme um die einzelnen Inselchen sind wichtiger Lebensraum für Süßwasser-Mollusken, insbesondere Muscheln. Bisher wurden 45 verschiedene Mollusken-Arten nachgewiesen, von denen acht als gefährdet gelten. Eine Muschelart ist nur um Pendleton Island ansässig.
Der Zugang zu den vollständig bewaldeten Inseln ist eingeschränkt.